# 空軍太空暨飛彈博物館
空軍太空暨飛彈博物館（Air Force Space and Missile Museum），目前稱為卡納維爾角太空軍博物館（Cape Canaveral Space Force Museum），位於美國佛羅里達州卡納維爾角太空軍26號發射中心。空軍太空暨飛彈博物館包括早期美國太空計畫的文物，有一個室外區域展示火箭、飛彈和太空相關設備，記錄了美國空軍、美國太空軍和其他軍事部門的太空和飛彈歷史。
空軍太空暨飛彈博物館僅對美國公民和當地居民開放，是卡納維拉爾旅遊公司提供的五種旅遊路線的一部分。作為卡納維爾角太空軍歷史之旅的一部分，德爾塔45號太空發射中心也提供免費遊覽。德爾塔45號太空發射中心於2021年5月由45號太空軍組建，緊隨美國太空軍成立之後。
桑茲太空歷史中心是博物館的配套設施，每週有六天向公眾開放。歷史中心位於卡納維爾角空軍基地南門外。

## 外部連結
- 官方网站
- Air Force Space and Missile Museum Factsheet. Official factsheet prepared by the U.S. Air Force.
- Missiles as Artifacts: The Creation of the Air Force Space and Missile Museum – JSTOR